# Le Plan-de-la-Tour
Le Plan-de-la-Tour (tot 2008: Plan-de-la-Tour) is een gemeente in het Franse departement Var (regio Provence-Alpes-Côte d'Azur) en telt 2524 inwoners (2004). De plaats maakt deel uit van het arrondissement Draguignan.

## Geografie
De oppervlakte van Le Plan-de-la-Tour bedraagt 36,9 km², de bevolkingsdichtheid is 68,4 inwoners per km².
De onderstaande kaart toont de ligging van Le Plan-de-la-Tour met de belangrijkste infrastructuur en aangrenzende gemeenten.

## Demografie
Onderstaande figuur toont het verloop van het inwonertal (bron: INSEE-tellingen).

## Trivia
- Acteur Johnny Depp kocht in 2001 een landgoed van 37 hectare in Plan-de-la-Tour. In 2015 bood hij het te koop aan.[2]